# Agence nationale pour le développement de l'aquaculture
Pour les articles homonymes, voir Anda (homonymie).
L’Agence nationale pour le développement de l'aquaculture (ANDA) est un établissement public marocain doté de la personnalité morale et de l’autonomie financière, basé à Rabat et créé en 2011 afin de promouvoir et de développer le secteur de l’aquaculture au Maroc.

## Historique
L'ANDA a été instituée sous le gouvernement Abbas el-Fassi par le dahir no 1-10-201 du 18 février 2011.
Avec le Comité national de la pêche, le Fonds pour l'ajustement et la modernisation de l'effort de pêche, le Centre de valorisation des produits de la mer et l'Observatoire de l'emploi du secteur halieutique, elle constitue l'un des cinq instruments clés du plan stratégique Halieutis  de développement et de compétitivité du secteur halieutique d'ici 2020, lancée en septembre 2009.

## Missions
Les missions de l'ANDA sont liées à la promotion de la filière aquacole et ainsi définies dans l'article 2 de la loi no 52-09 portant sa création :
- « le suivi de la mise en œuvre de la stratégie nationale en matière de développement de l’aquaculture et l’évaluation de son efficacité » ;
- « la participation à la mise en œuvre de la politique du gouvernement en matière d’aquaculture » ;
- « la proposition des plans d’actions spécifiques en application des orientations données par la stratégie nationale du secteur halieutique […] » ;
- « la promotion des activités aquacoles et le développement des échanges […] tant à l’export que dans le marché national »[1].

## Organisation
L'ANDA est composée de trois départements et de neuf services ainsi répartis :
1. Département de l'ingénierie des projets aquacoles :
  1. Service des plans d'aménagements,
  2. Service de la réglementation et des autorisations,
  3. Service de l'appui technique ;
2. Département de l'investissement, de la promotion et des études :
  1. Service de la promotion et de la communication,
  2. Service de l'appui aux investisseurs,
  3. Service de la veille et des études ;
3. Département des affaires générales :
  1. Service des achats et moyens généraux,
  2. Service des ressources humaines,
  3. Service du système d'information,
  4. Service du budget et de la comptabilité.